# Gymnoscelis rousseli
Gymnoscelis rousseli là một loài bướm đêm trong họ Geometridae.